# Apocephalus insulanus
Apocephalus insulanus är en tvåvingeart som beskrevs av Borgmeier 1969. Apocephalus insulanus ingår i släktet Apocephalus och familjen puckelflugor. Inga underarter finns listade i Catalogue of Life.